# سایپا سیلک
سایپا سیَلک یک خودروی کراس‌اوور محصول سایپا بود که قرار بود بر اساس خودروی سیتروئن سی۳-ایکس‌آر و بر روی پلتفرمی مشترک با سی۳-ایکس‌آر و پژو ۲۰۰۸ تولید شود. اما پروژه سیتروئن سی۳ ایرانیزه لغو گردید و قرار شد همان سیتروئن سی۳-ایکس‌آر که برای بازار چین به تولید می‌رسد، در شرکت سایپا سیتروئن نیز مونتاژ شود.

## تاریخچه
در سال ۱۳۹۵، در زمان برقراری برجام و تا پیش از خروج ایالات متحده از این توافق، سیتروئن سی۳-ایکس‌آر (نسخهٔ چینی سیتروئن سی۳) توسط سایپا در نمایشگاه خودرو مشهد رونمایی شد و بنا بود که در ایران به تولید برسد. اما با خروج آمریکا از برجام و متعاقباً قطع همکاری شرکت‌های فرانسوی با صنعت خودروی ایران، این پروژه متوقف شد. پس از آن در سال ۱۴۰۱ این خودرو مجدداً در نمایشگاه تحول صنعت خودرو با نام ام۴۴ رونمایی شد. از ابتدای سال ۱۴۰۳، رویکرد شرکت در قبال سیلک به کلی تغییر کرد و این شرکت طی عقد قرارداد با شرکای چینی، قادر به تولید سیتروئن سی۳-ایکس‌آر با ۲۰ درصد داخلی سازی در کشور شد. بنابراین، نام سیلک از این پس جای خود را به سی۳-ایکس‌آر داد و این خودرو با همان مشخصات نسخه چینی در داخل ایران عرضه می‌شود و پروژه سیتروئن سی۳ ایرانیزه لغو گردید.

### نام‌گذاری
سیلک در زمان رونمایی در شهریور ۱۴۰۱ با نام ام۴۴ معرفی شد، اما سایپا به این دلیل که قرار بود این خودرو در کارخانهٔ سایپا در کاشان تولید شود، پس از فیس‌لیفت سیتروئن سی۳-ایکس‌آر، نام پروژهٔ «ام۴۴» را نیز به «سیلک» تغییر داد. این نام از تپه سیلک گرفته شده بود.

## مشخصات
سایپا سیلک دارای یک موتور تنفس طبیعی ۱٫۶ لیتری ۱۶ سوپاپ ME16 بود که همزمان با نام TU5 پلاس بر روی خودروی تارا محصول ایران‌خودرو نیز به‌کار رفته‌است. این موتور دارای توان ۱۱۰ اسب بخار (۸۲ کیلووات) و گشتاور ۱۵۰ نیوتن متر (۱۱۰ پوند نیرو-فوت) بود. جعبه‌دنده‌هایی که برای این خودرو در نظر گرفته شده بود نیز شامل یک گزینهٔ ۶ سرعتهٔ دستی و یک گزینهٔ ۶ سرعتهٔ خودکار بود.
پلتفرم سیلک با خودروهای تارا و پژو ۲۰۰۸ یکسان بود و هر سه خودرو از پلتفرم PF1 گروه پی‌اس‌ای استفاده می‌کردند.